# Episodi di Baywatch (decima stagione)
| nº | Titolo originale         | Titolo italiano        | Prima TV USA      | Prima TV Italia |
| -- | ------------------------ | ---------------------- | ----------------- | --------------- |
| 1  | Aloha Baywatch: Part I   | Aloha Baywatch (1)     | 25 settembre 1999 |                 |
| 2  | Mahalo, Hawaii: Part II  | Spirito di squadra (2) | 2 ottobre 1999    |                 |
| 3  | Weak Link                | L'anello debole        | 9 ottobre 1999    |                 |
| 4  | Shark Island             | Colpo di fulmine       | 16 ottobre 1999   |                 |
| 5  | Strike Team              | Notte sull'acqua       | 23 ottobre 1999   |                 |
| 6  | Sunday in Kauai          | Caccia al tesoro       | 30 ottobre 1999   |                 |
| 7  | Risk to Death            | Rischio mortale        | 6 novembre 1999   |                 |
| 8  | Father of the Groom      | Il padre dello sposo   | 13 novembre 1999  |                 |
| 9  | The Hunt                 | Festa Hawaiiana        | 20 novembre 1999  |                 |
| 10 | Gold from the Deep       | L'oro degli abissi     | 27 novembre 1999  |                 |
| 11 | Bent                     | Immersione fatale      | 11 dicembre 1999  |                 |
| 12 | Path of Least Resistance | Contro corrente        | 18 dicembre 1999  |                 |
| 13 | Liquid Visions           | Oltre i limiti         | 22 gennaio 2000   |                 |
| 14 | Lines in the Sand        | Un nuovo capo          | 5 febbraio 2000   |                 |
| 15 | The Hero                 | L'eroe                 | 12 febbraio 2000  |                 |
| 16 | Thunder Tide             | Marea assassina        | 19 febbraio 2000  |                 |
| 17 | Breath of Life           | Il maestro e l'allievo | 26 febbraio 2000  |                 |
| 18 | Big Island Heat          | Il vulcano             | 18 marzo 2000     |                 |
| 19 | Maui Xterra              | La gara di Triathlon   | 29 aprile 2000    |                 |
| 20 | Baywatch O'Hana          | Fuga d'amore           | 6 maggio 2000     |                 |
| 21 | Last Rescue              | L'ultimo salvataggio   | 13 maggio 2000    |                 |
| 22 | Killing Machine          | Macchina per uccidere  | 20 maggio 2000    | 14 maggio 2001  |